# Cinisello Balsamo
Cinisello Bálsamo es una ciudad italiana de 73.109 habitantes y se encuentra en el norte, en la provincia de Milán (Lombardía).

## Historia
El municipio de Cinisello Balsamo nació en el 1928, cuando el Gobierno unió los dos municipios de Cinisello y de Balsamo.

## Evolución demográfica
| Gráfica de evolución demográfica de Cinisello Balsamo entre 1861 y 2001 |
|                                                                         |
| Fuente ISTAT - elaboración gráfica de Wikipedia                         |

## Transportes

### Aeropuerto
El aeropuerto más cercano es el de Linate; sin embargo el Orio al Serio no está muy lejos.

### Conexiones viales
La conexión vial principal es la autopista A4 Turín-Milán–Venecia-Trieste y tiene una salida en municipio de Sesto San Giovanni, que está muy cerca.

### Conexiones ferroviarias
En Cinisello Bálsamo no hay estaciones de ferrocarril y la más cercana está en Sesto San Giovanni.

### Transportes urbanos
En Cinisello Bálsamo atraviesa la línea 31 que une el centro de la ciudad a la capital lombarda, llegando a Bicocca de la línea 5 "lila" del metro de Milán y líneas de autobuses que unen la ciudad con otras ciudades gestionados por Azienda Trasporti Milanesi y Autoguidovie. 
- Datos: Q43007
- Multimedia: Cinisello Balsamo / Q43007

1. ↑  Worldpostalcodes.org, código postal n.º 20092.
2. ↑  «Codici Catastali». Comuni-italiani.it (en italiano). Consultado el 29 de abril de 2017.